# Glorietta Mountain
Glorietta Mountain — залізокам'яний метеорит масою 145000 грам.